# Épenouse
Épenouse est une commune française située dans le département du Doubs, la région culturelle et historique de Franche-Comté et la région administrative Bourgogne-Franche-Comté.

## Géographie

### Localisation

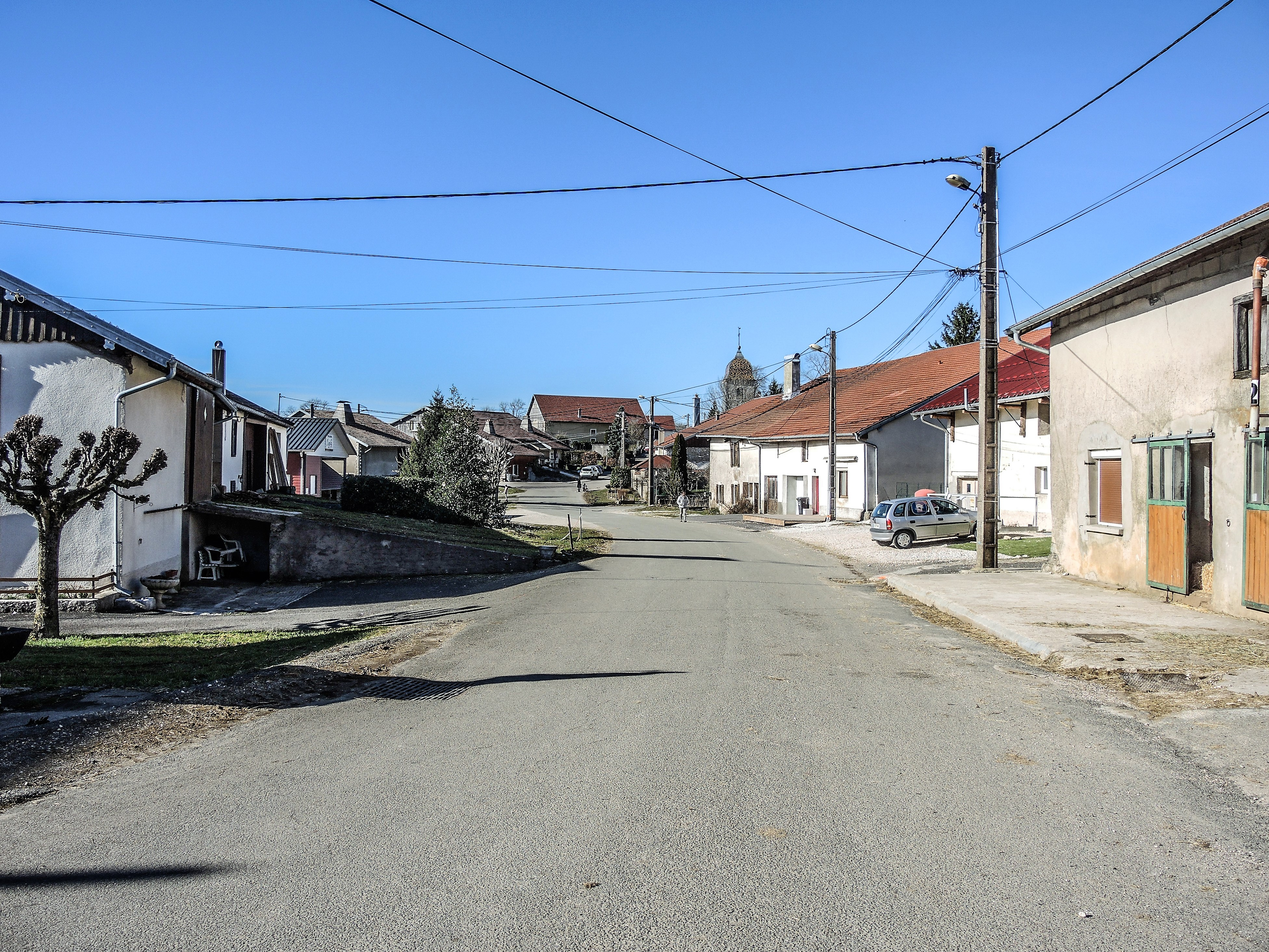
La rue principale.

Épenouse est un village franc-comtois situé à 28 km à vol d'oiseau à l'est de Besançon, 15 km au sud de Baume-les-Dames, 36 km à l'est de la frontière franco-suisse et 85 km de Berne, 4 km au nord de Vercel-Villedieu-le-Camp et 35 km de Pontarlier.
La commune se trouve dans l'Aire d'attraction de Valdahon et dans le bassin de vie de cette ville, ainsi que dans la zone d'emploi de Besançon.

### Communes limitrophes
Les communes limitrophes sont  Bremondans, Eysson, Vercel-Villedieu-le-Camp et Villers-Chief.

### Géologie et relief
La superficie de la commune est de 5,75 km2 ; son altitude varie de 546  à   672 mètres.

### Climat
Pour des articles plus généraux, voir Climat de la Bourgogne-Franche-Comté et Climat du Doubs.
En 2010, le climat de la commune est de type climat de montagne, selon une étude du Centre national de la recherche scientifique s'appuyant sur une série de données couvrant la période 1971-2000. En 2020, Météo-France publie une typologie des climats de la France métropolitaine dans laquelle la commune est dans une zone de transition entre le climat semi-continental et le climat de montagne et est dans la région climatique Jura, caractérisée par une forte pluviométrie en toutes saisons (1 000 à 1 500 mm/an), des hivers rigoureux et un ensoleillement médiocre.
Pour la période 1971-2000, la température annuelle moyenne est de 8,3 °C, avec une amplitude thermique annuelle de 16,7 °C. Le cumul annuel moyen de précipitations est de 1 336 mm, avec 13,2 jours de précipitations en janvier et 10,8 jours en juillet. Pour la période 1991-2020, la température moyenne annuelle observée sur la station météorologique de Météo-France la plus proche, « Adam-lès-Vercel », sur la commune d'Adam-lès-Vercel à 5 km à vol d'oiseau, est de 9,8 °C et le cumul annuel moyen de précipitations est de 1 510,7 mm. 
La température maximale relevée sur cette station est de 38,4 °C, atteinte le 24 juillet 2019 ; la température minimale est de −22,9 °C, atteinte le 2 mars 2005,,.
Les paramètres climatiques de la commune ont été estimés pour le milieu du siècle (2041-2070) selon différents scénarios d'émission de gaz à effet de serre à partir des nouvelles projections climatiques de référence DRIAS-2020. Ils sont consultables sur un site dédié publié par Météo-France en novembre 2022.

## Urbanisme

### Typologie
Au 1er janvier 2024, Épenouse est catégorisée commune rurale à habitat dispersé, selon la nouvelle grille communale de densité à 7 niveaux définie par l'Insee en 2022.
Elle est située hors unité urbaine. Par ailleurs la commune fait partie de l'aire d'attraction de Valdahon, dont elle est une commune de la couronne,. Cette aire, qui regroupe 22 communes, est catégorisée dans les aires de moins de 50 000 habitants,.

### Occupation des sols

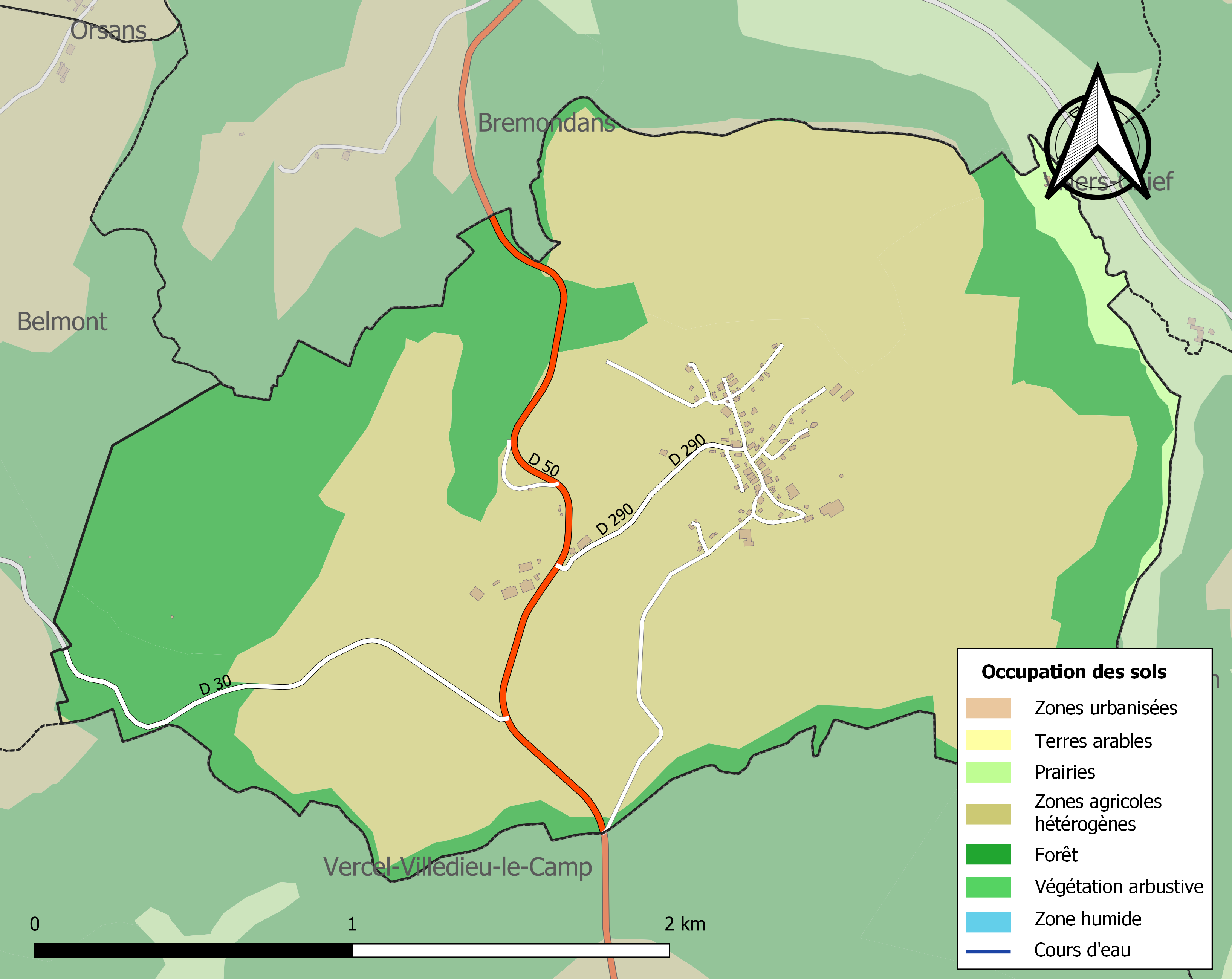
Carte des infrastructures et de l'occupation des sols de la commune en 2018 (CLC).

L'occupation des sols de la commune, telle qu'elle ressort de la base de données européenne d’occupation biophysique des sols Corine Land Cover (CLC), est marquée par l'importance des territoires agricoles (71,9 % en 2018), une proportion identique à celle de 1990 (71,9 %). La répartition détaillée en 2018 est la suivante : 
zones agricoles hétérogènes (70 %), forêts (28,1 %), prairies (1,9 %). L'évolution de l’occupation des sols de la commune et de ses infrastructures peut être observée sur les différentes représentations cartographiques du territoire : la carte de Cassini (XVIIIe siècle), la carte d'état-major (1820-1866) et les cartes ou photos aériennes de l'IGN pour la période actuelle (1950 à aujourd'hui).

### Habitat et logement
En 2020, le nombre total de logements dans la commune était de 73, alors qu'il était de 66 en 2015 et de 60 en 2010.
Parmi ces logements, 91,8 % étaient des résidences principales, 5,5 % des résidences secondaires et 2,7 % des logements vacants. Ces logements étaient pour 78,1 % d'entre eux des maisons individuelles et pour 21,9 % des appartements.
Le tableau ci-dessous présente la typologie des logements à Épenouse en 2020 en comparaison avec celle du Doubs et de la France entière. Une caractéristique marquante du parc de logements est ainsi une proportion de résidences secondaires et logements occasionnels (5,5 %) supérieure à celle du département (4,3 %) mais inférieure à celle de la France entière (9,7 %).
| Typologie                                               | Épenouse | Doubs | France entière |
| ------------------------------------------------------- | -------- | ----- | -------------- |
| Résidences principales (en %)                           | 91,8     | 87,1  | 82,1           |
| Résidences secondaires et logements occasionnels (en %) | 5,5      | 4,3   | 9,7            |
| Logements vacants (en %)                                | 2,7      | 8,6   | 8,2            |

### Toponymie
Espeneuze en 1607 ; Espenouse, puis Epenouse depuis le XIXe siècle.

## Politique et administration

### Rattachements administratifs et électoraux

#### Rattachements administratifs
La commune se trouvait depuis 1926 dans l'arrondissement de Besançon du département du Doubs. En 2009, le canton de canton de Vercel-Villedieu-le-Camp et donc Épenouse change d'arrondissement et rejoint celui de Pontarlier.
Elle faisait partie depuis 1793 du canton de Vercel-Villedieu-le-Camp. Dans le cadre du redécoupage cantonal de 2014 en France, cette circonscription administrative territoriale a disparu, et le canton n'est plus qu'une circonscription électorale.

#### Rattachements électoraux
Pour les élections départementales, la commune fait partie depuis 2014 du canton de Valdahon.
Pour l'élection des députés, elle fait partie de la cinquième circonscription du Doubs.

### Intercommunalité
Épenouse est membre de la communauté de communes des Portes du Haut-Doubs, un établissement public de coopération intercommunale (EPCI) à fiscalité propre créé en 1998 et auquel la commune a transféré un certain nombre de ses compétences, dans les conditions déterminées par le code général des collectivités territoriales.

### Liste des maires
| Période                                  | Période                        | Identité              | Étiquette | Qualité |
| ---------------------------------------- | ------------------------------ | --------------------- | --------- | --- |
| Les données manquantes sont à compléter. |                                |                       |           | |
| mars 2001                                | avril 2014                     | Jean-Pierre Leclercq, |           | |
| avril 2014                               | juillet 2020                   | Sandra Ledron         | SE        | Salariée du secteur médical                                                                                               |
| juillet 2020                             | février 2023                   | Cédric Schittecatte   | SE        | Secrétaire dessinateur DAO travaux publics Mandat écourté par la démission du maire et de l'ensemble du conseil municipal |
| mars 2023                                | En cours (au 30 novembre 2023) | Christine Curty       | 1/4/2023  | |

## Population et société
Les habitants sont appelés les Spinosiens.

### Démographie
L'évolution du nombre d'habitants est connue à travers les recensements de la population effectués dans la commune depuis 1793. Pour les communes de moins de 10 000 habitants, une enquête de recensement portant sur toute la population est réalisée tous les cinq ans, les populations de référence des années intermédiaires étant quant à elles estimées par interpolation ou extrapolation. Pour la commune, le premier recensement exhaustif entrant dans le cadre du nouveau dispositif a été réalisé en 2005.

En 2022, la commune comptait 167 habitants, en évolution de +12,84 % par rapport à 2016 (Doubs : +1,88 %, France hors Mayotte : +2,11 %).
| 1793 | 1800 | 1806 | 1821 | 1831 | 1836 | 1841 | 1846 | 1851 |
| ---- | ---- | ---- | ---- | ---- | ---- | ---- | ---- | ---- |
| 178  | 129  | 154  | 210  | 193  | 175  | 161  | 185  | 190  |

| 1856 | 1861 | 1866 | 1872 | 1876 | 1881 | 1886 | 1891 | 1896 |
| ---- | ---- | ---- | ---- | ---- | ---- | ---- | ---- | ---- |
| 197  | 186  | 201  | 174  | 173  | 132  | 138  | 144  | 150  |

| 1901 | 1906 | 1911 | 1921 | 1926 | 1931 | 1936 | 1946 | 1954 |
| ---- | ---- | ---- | ---- | ---- | ---- | ---- | ---- | ---- |
| 151  | 151  | 135  | 126  | 131  | 127  | 116  | 108  | 118  |

| 1962 | 1968 | 1975 | 1982 | 1990 | 1999 | 2005 | 2006 | 2010 |
| ---- | ---- | ---- | ---- | ---- | ---- | ---- | ---- | ---- |
| 118  | 96   | 104  | 85   | 93   | 88   | 106  | 106  | 132  |

| 2015 | 2020 | 2022 | - | - | - | - | - | - |
| ---- | ---- | ---- | - | - | - | - | - | - |
| 147  | 165  | 167  | - | - | - | - | - | - |

## Culture locale et patrimoine

### Lieux et monuments
- L'église Saint-Claude avec son clocher comtois au toit de tuiles vernissées.

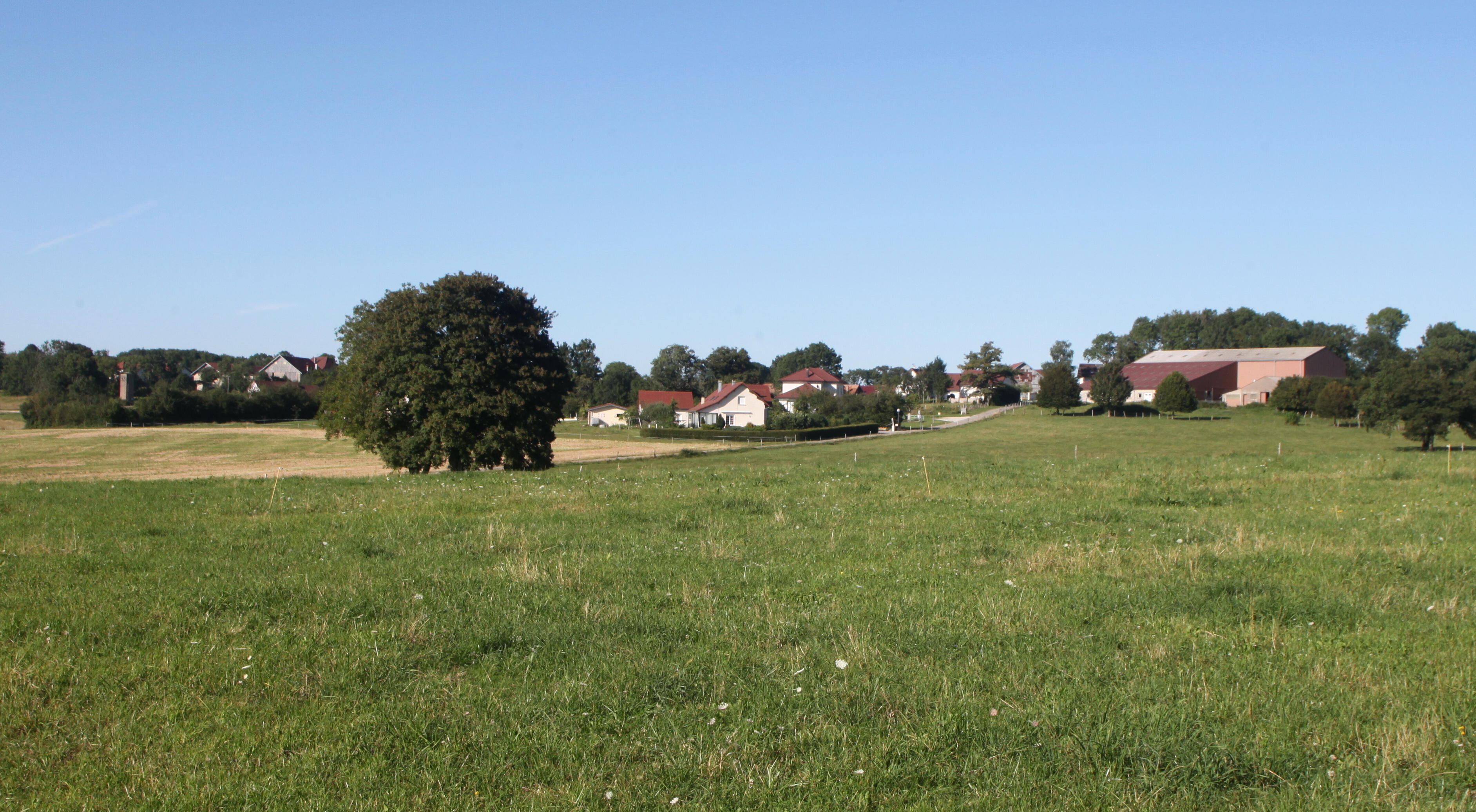
Vue du village.
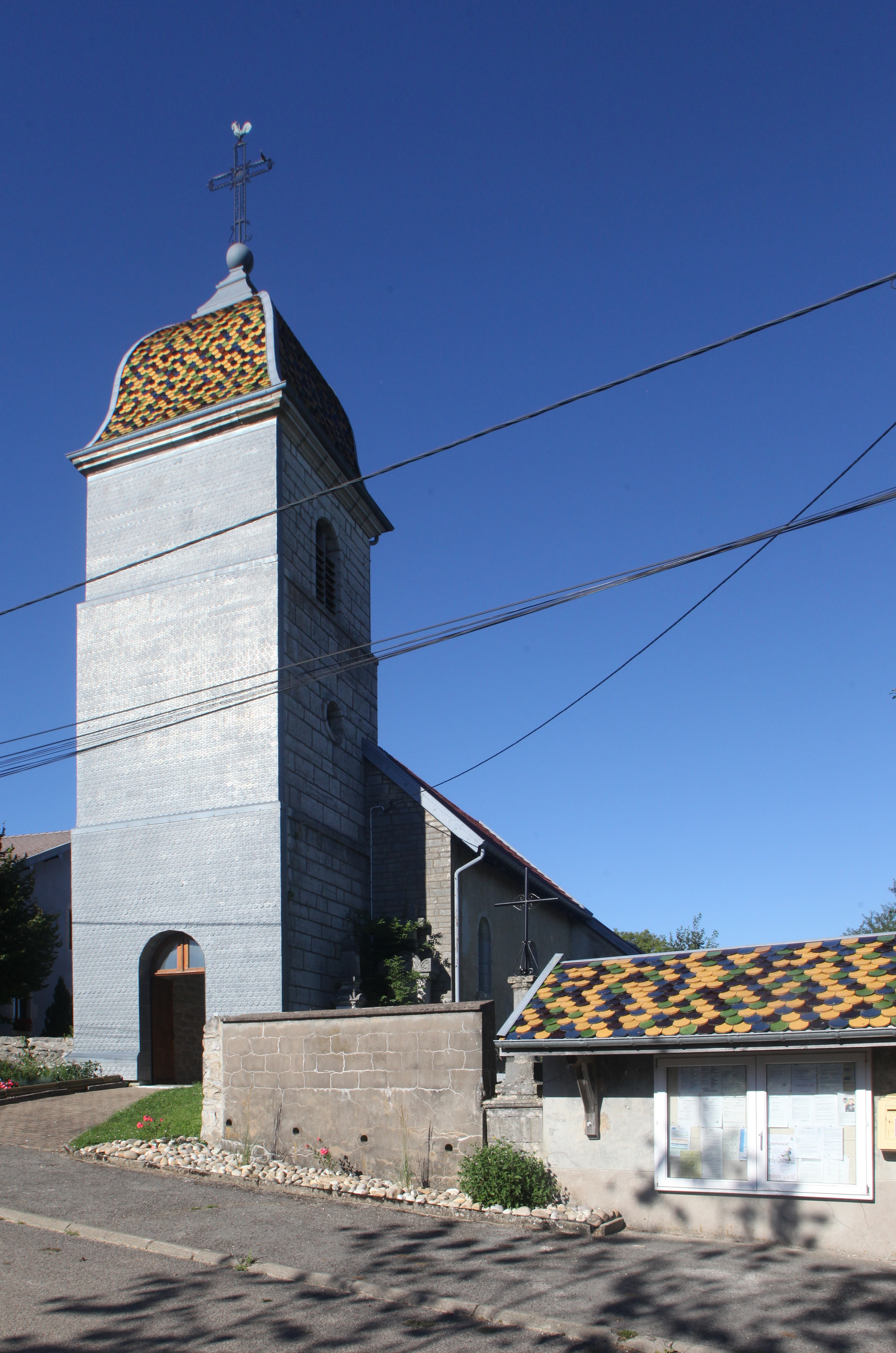
Église.
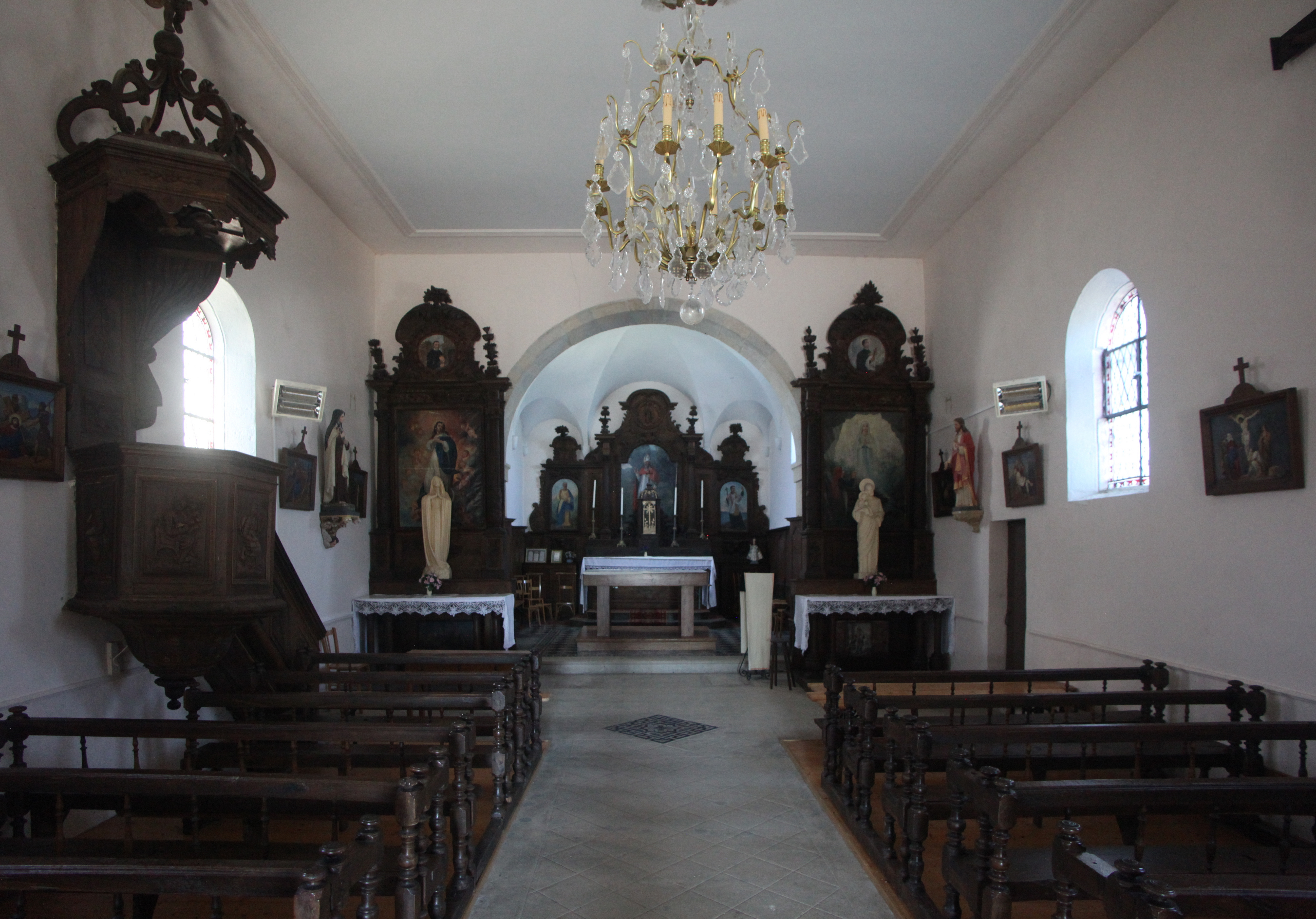
Église.
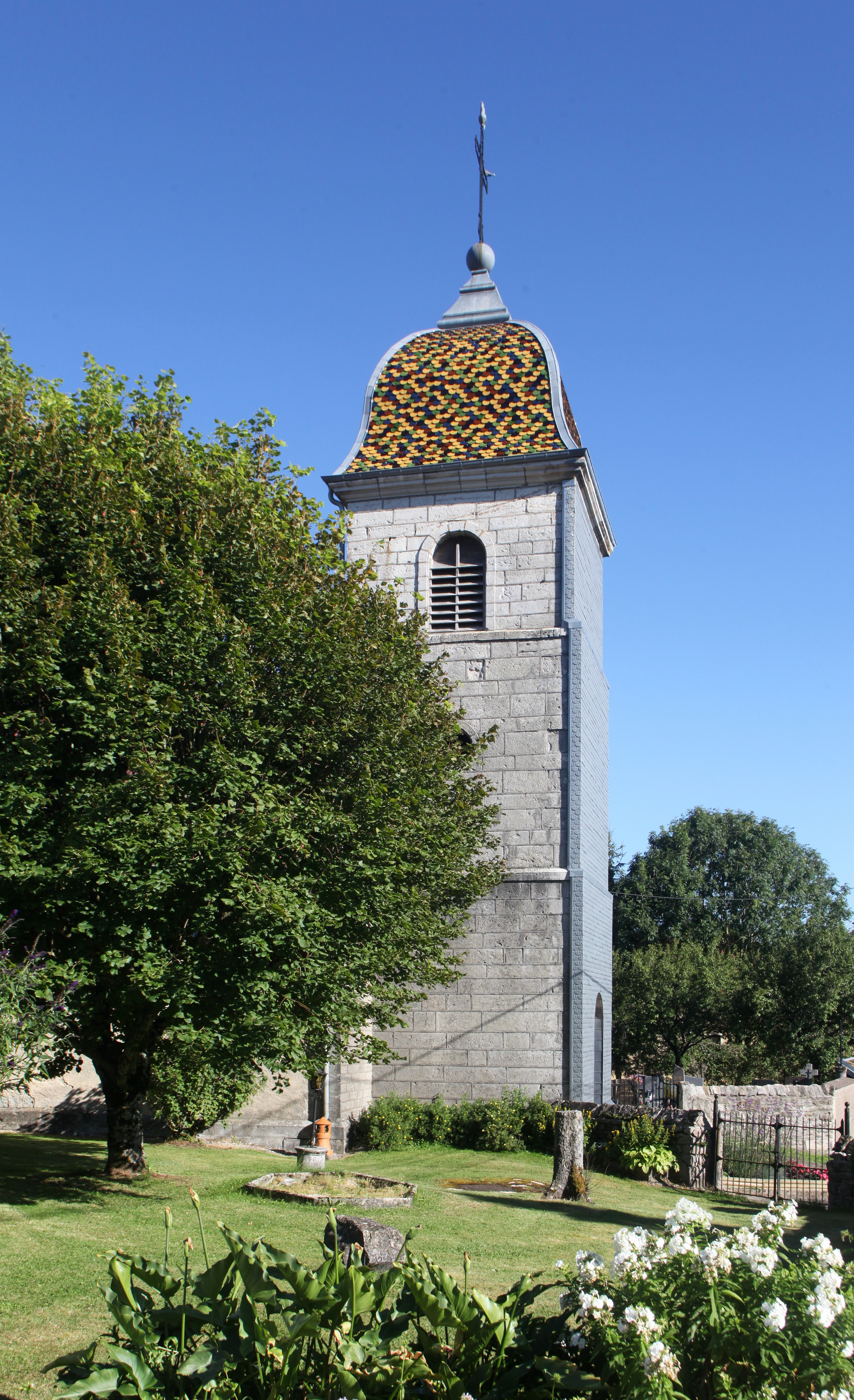
Église.
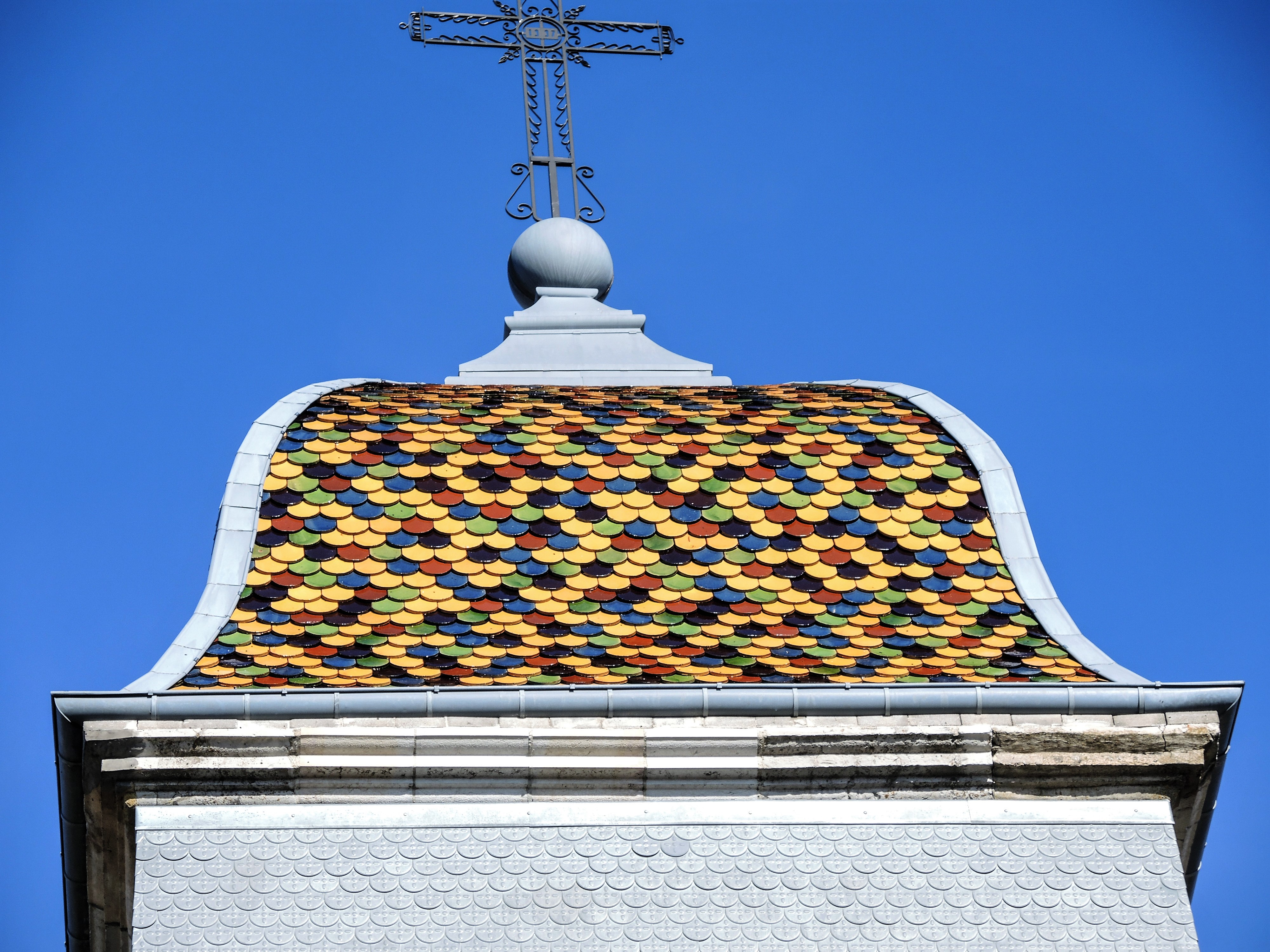
Couverture en tuiles écailles polychromes du clocher de l'église.

- Le lavoir-abreuvoir décoré d'une ancienne pompe à incendie.
- L’ancien Moulin d’Avelle qui était alimenté par une dérivation de l'Audeux.
- La Grotte du Haut-Fourneau, site d’une ancienne fonderie d’acier.

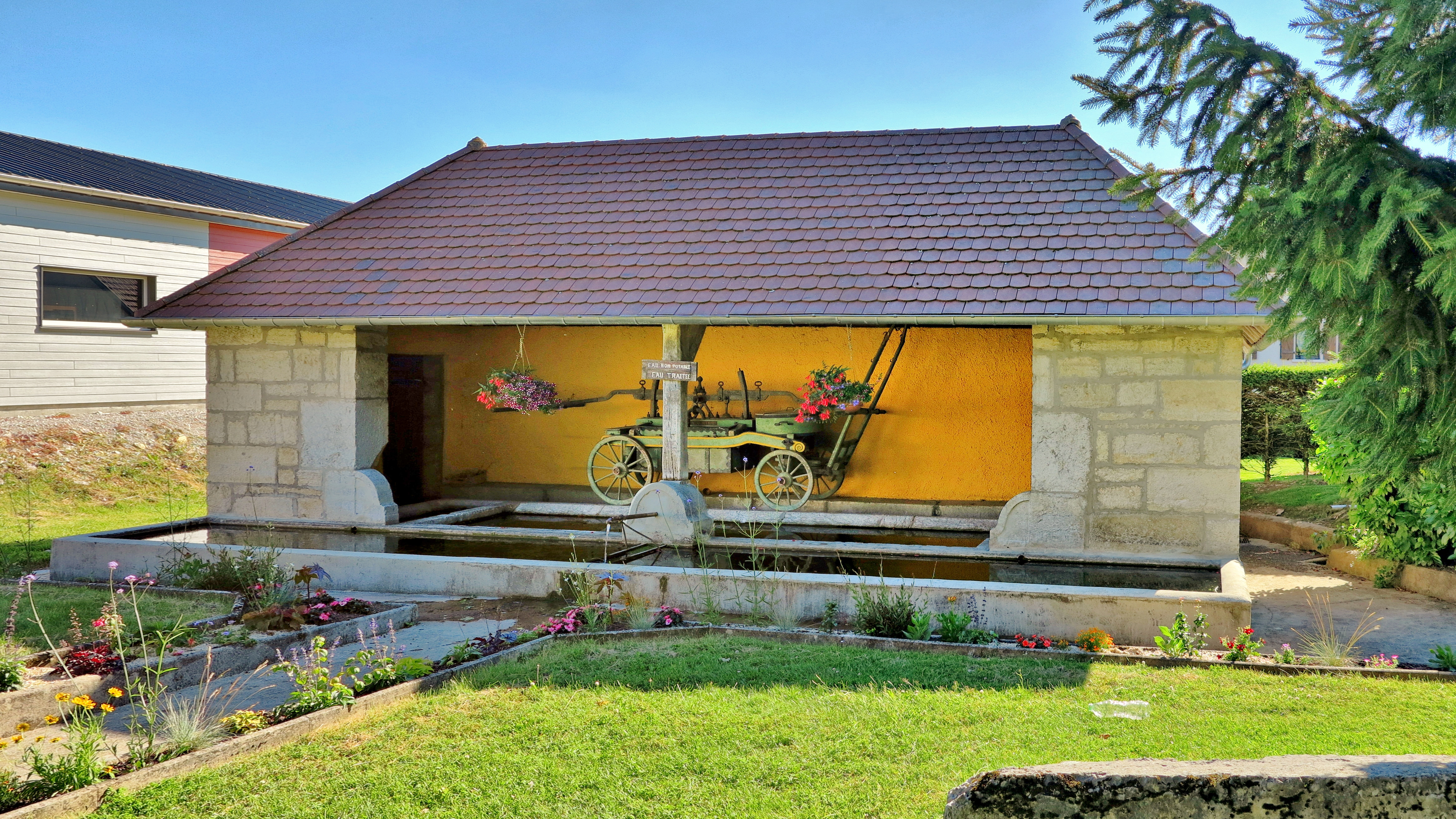
Le lavoir-abreuvoir.
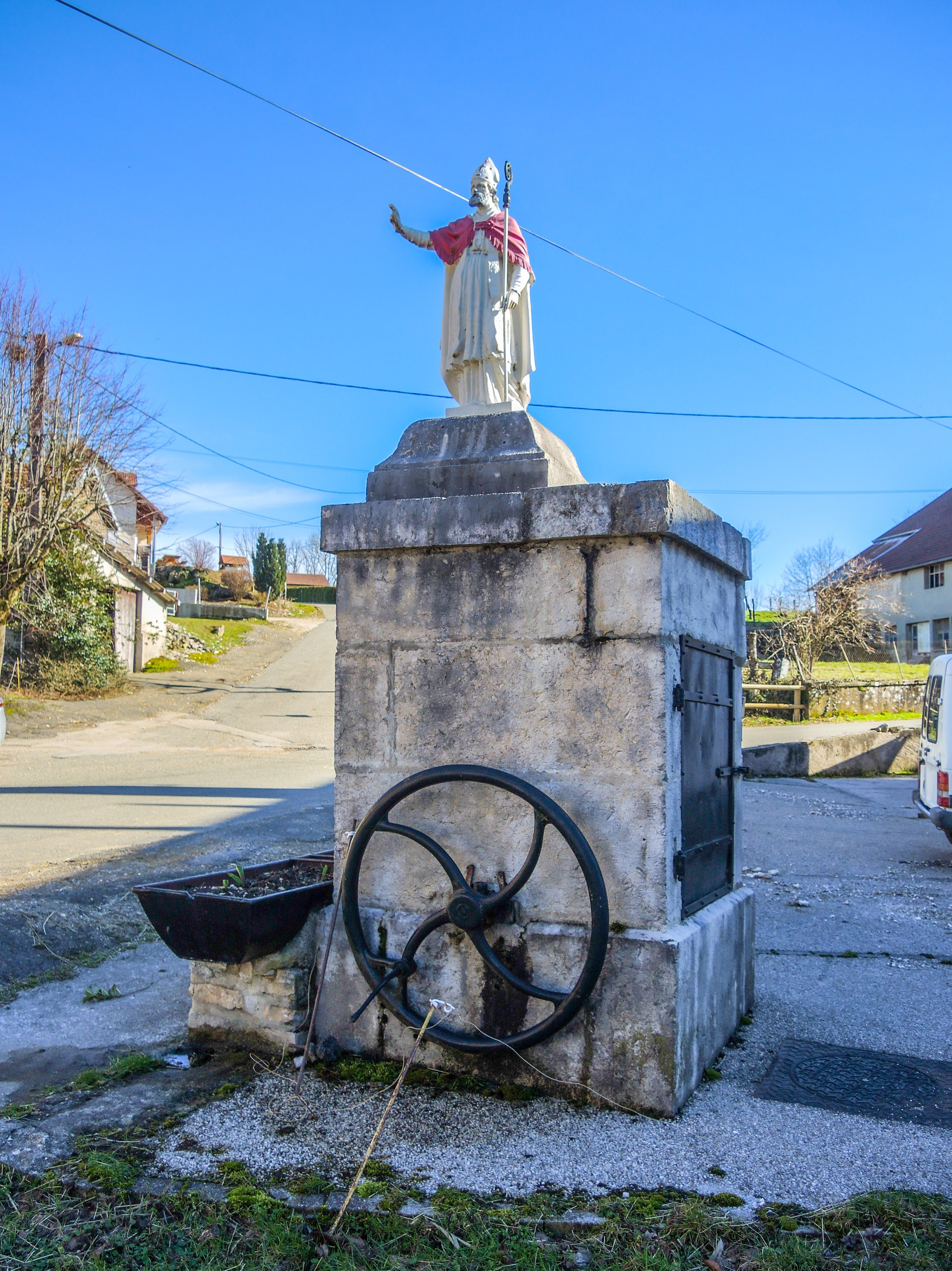
Ancienne dontaine-abreuvoir.
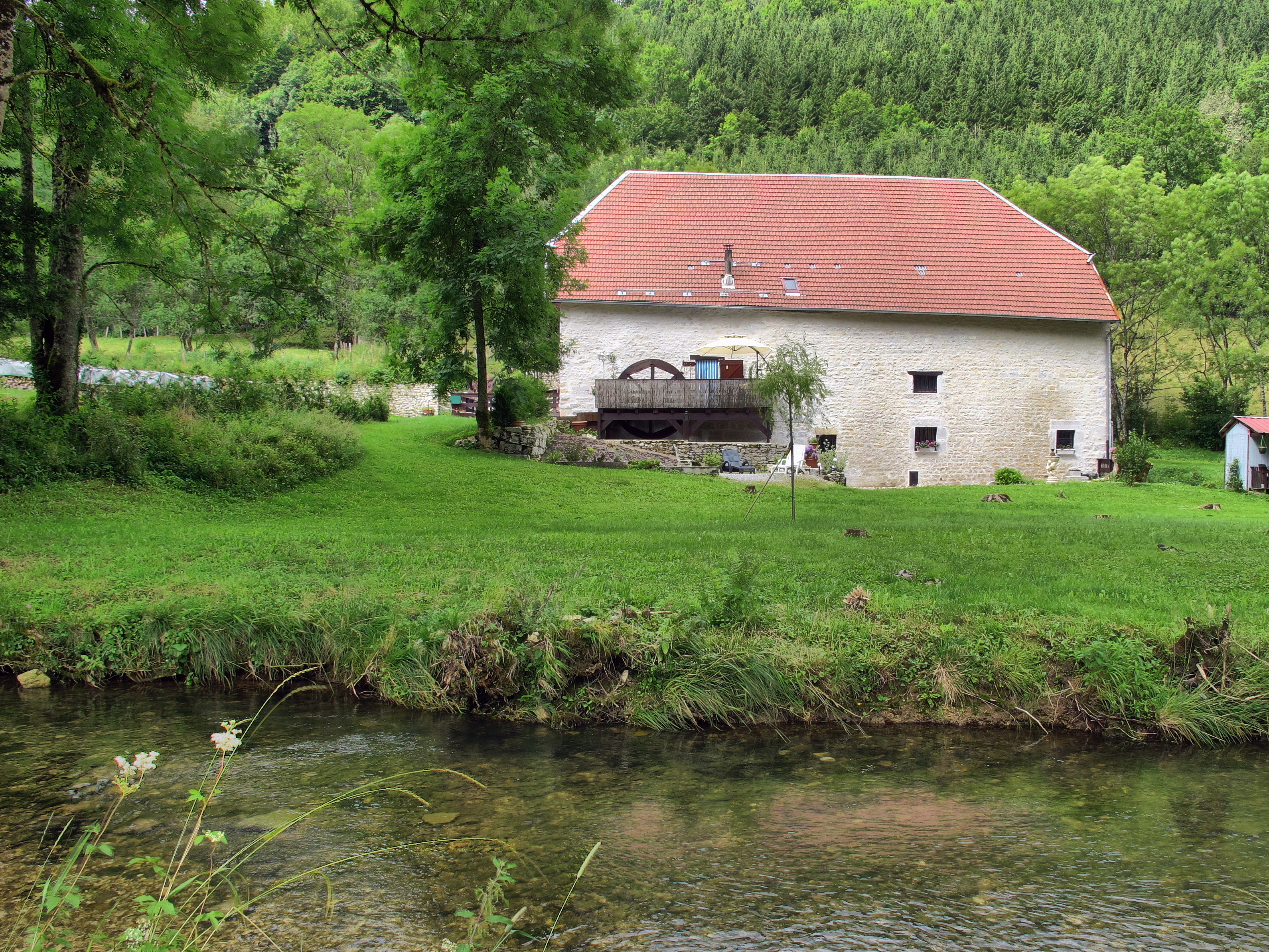
Le moulin d'Avelle.
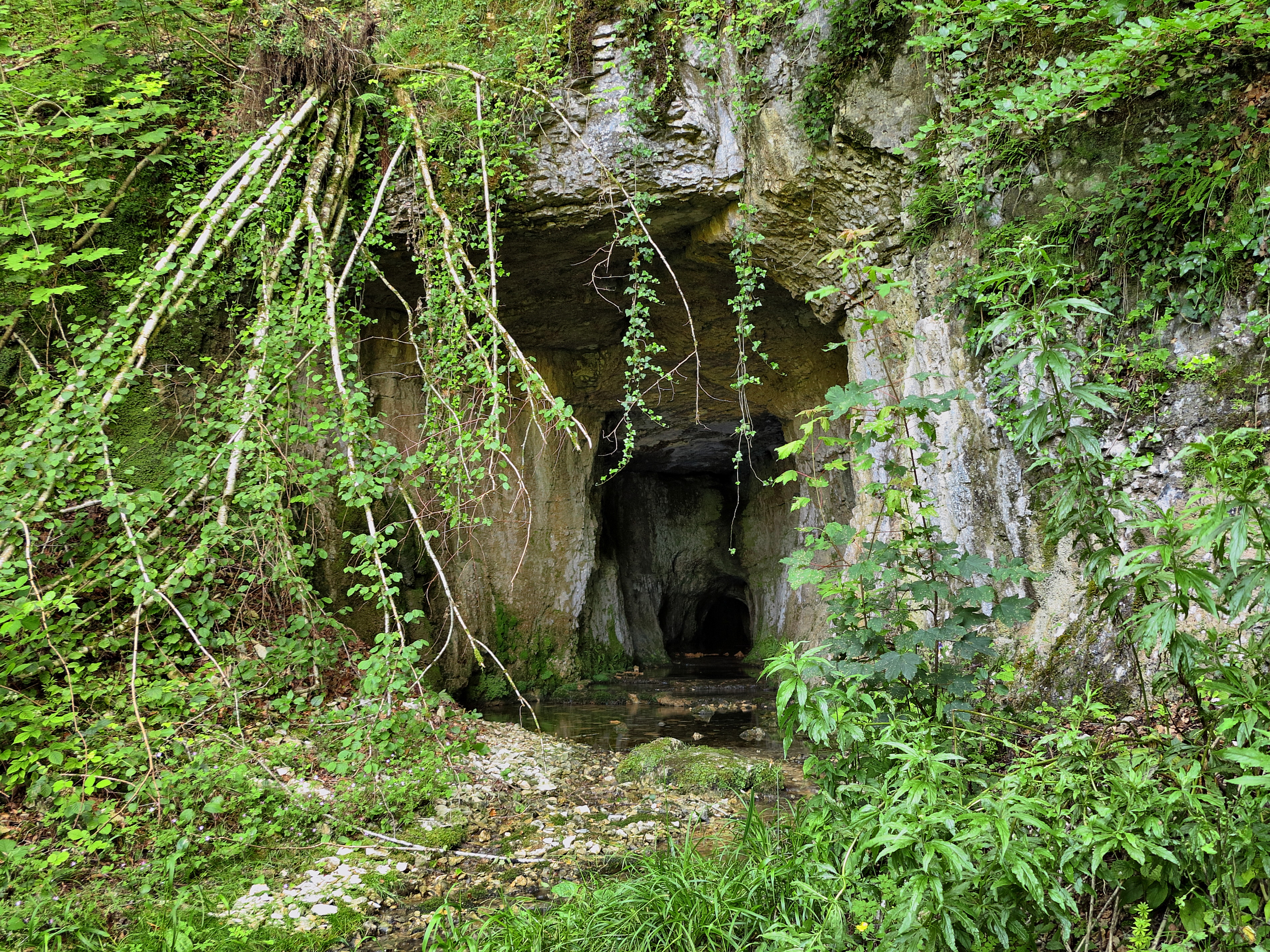
La grotte du Haut Fourneau.

### Personnalités liées à la commune
- Roger Vercel. Son père Delphin Félicien Cretin est né le 19 mai 1861 dans une famille installé à Épenouse depuis le tout début du XVIIIe siècle. C'est par affection pour le bourg de Vercel qu'il a choisi son pseudonyme[13].

## Pour approfondir